# NGC 7553
NGC 7553 est une galaxie elliptique (lenticulaire ?,) située dans la constellation de Pégase. Sa vitesse par rapport au fond diffus cosmologique est de 4 810 ± 42 km/s, ce qui correspond à une distance de Hubble de 71,0 ± 5,0 Mpc (∼232 millions d'al). NGC 7553 a été découverte par l'ingénieur irlandais Bindon Stoney en 1850.

## Groupe compact de Hickson 93

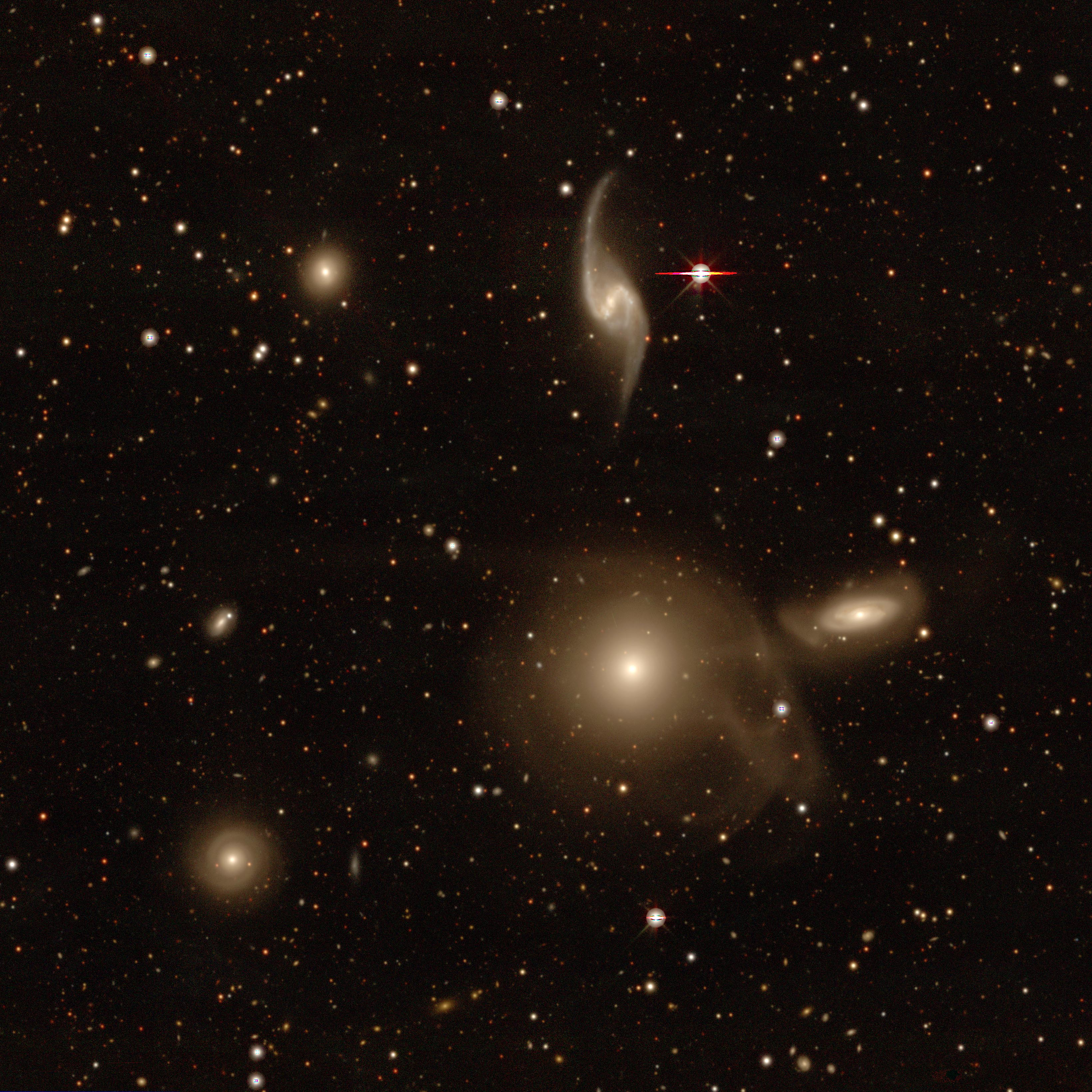
Le groupe compact de Hickson 93 par le projet « Legacy Surveys DR10 ».

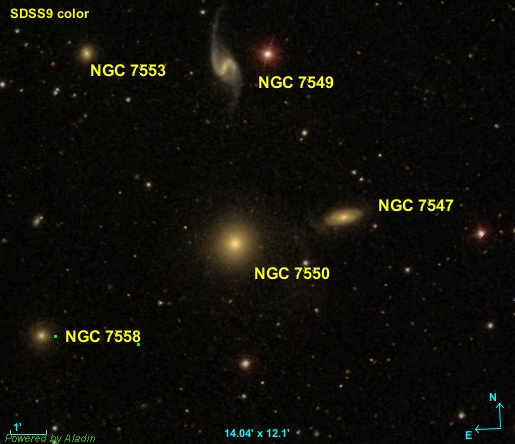
Les cinq galaxies membres du groupe compact de Hickson 93

NGC 7553 est membre du groupe compact de Hickson HCG 93. Ce groupe de galaxies compte au total cinq galaxies soit HGC 93A (NGC 7550), HGC 93B (NGC 7549), HGC 93C (NGC 7547), HGC 93D (NGC 7553) et HGC 93E (NGC 7558).